# Драгиня Вуксанович-Станкович
Драгиня Вуксанович-Станкович (на черногорски: Драгиња Вуксановић-Станковић / Draginja Vuksanović-Stanković) е черногорска юристка, политичка и професорка по право в Университета на Черна гора. Владее френски и английски език, а също и италиански и испански. До 19 март 2023 г. е депутат в парламента на Черна гора и председател на Социалдемократическата партия. На президентските избори през 2018 г. тя става първата жена кандидат-президент в историята на страната. След провала на президентските избори през 2023 г., на които тя печели малко над 10 000 гласа, тя се отказва от всички позиции които заема.

## Биография
Родена е на 7 април 1978 г. в град Бар, Социалистическа федеративна република Югославия. По нейни думи майка ѝ е от сръбски произход, от град Пожега, Сърбия. Кръстена е в Сръбската православна църква.
През 2000 г. тя завършва Юридическия факултет на Университета на Черна гора, получава магистърска степен през 2005 г. и докторска степен през 2011 г. в същия университет. След завършването си на висше образование работи като професор във Факултета по право и драматични изкуства на Университета на Черна гора.

## Политическа дейност
Драгиня Вуксанович става член на Социалдемократическата партия на Черна гора (SDP), като през 2012 г. е избрана за депутат в Скупщината на Черна гора. През март 2018 г. Вуксанович обявява кандидатурата си за предстоящите президентски избори. Тя е предложена от Социалдемократическата партия и подкрепена от Демократическия съюз, и става първата жена кандидат-президент в историята на Черна гора. Вуксанович се класира трета на изборите, като печели 8,2% от гласовете. На 29 юни 2019 г. Вуксанович е избрана за председател на Социалдемократическата партия. След слаб изборен резултат (10 427 гласа) на президентските избори през 2023 г. тя подава оставка от поста председател на партията, както и на депутат в Скупщината на Черна гора.

## Личен живот
Нейният брат Саво Вуксанович е съпруг на Татяна Вуянович Вуксанович, дъщеря на бившия президент на Черна гора – Филип Вуянович.
Тя се омъжва за Ивица Станкович, който е бивш върховен държавен прокурор, от него има дъщеря на име Ксения.